# Evangelische Pauluskirche (Heidenheim)

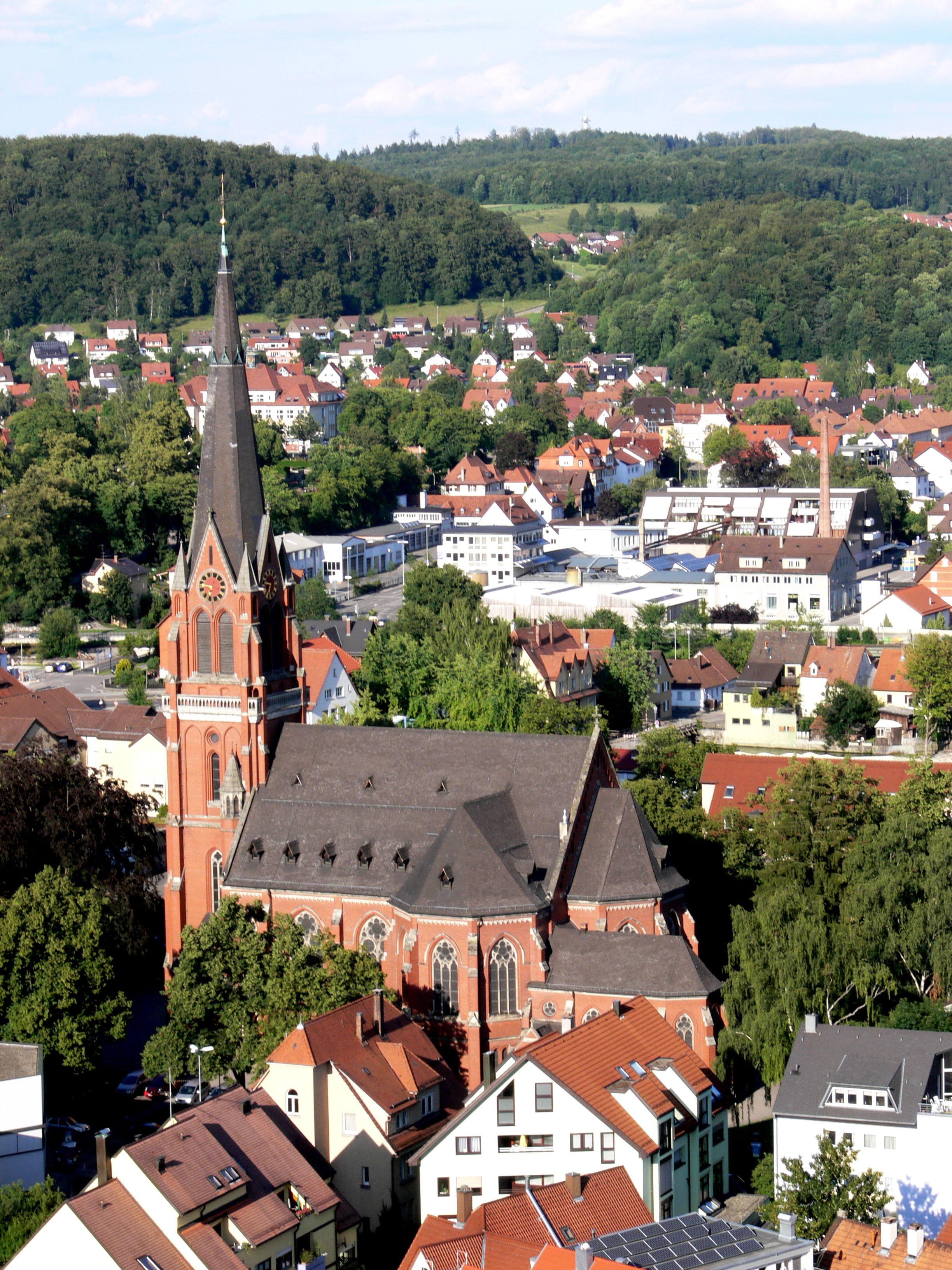
Pauluskirche in Heidenheim an der Brenz

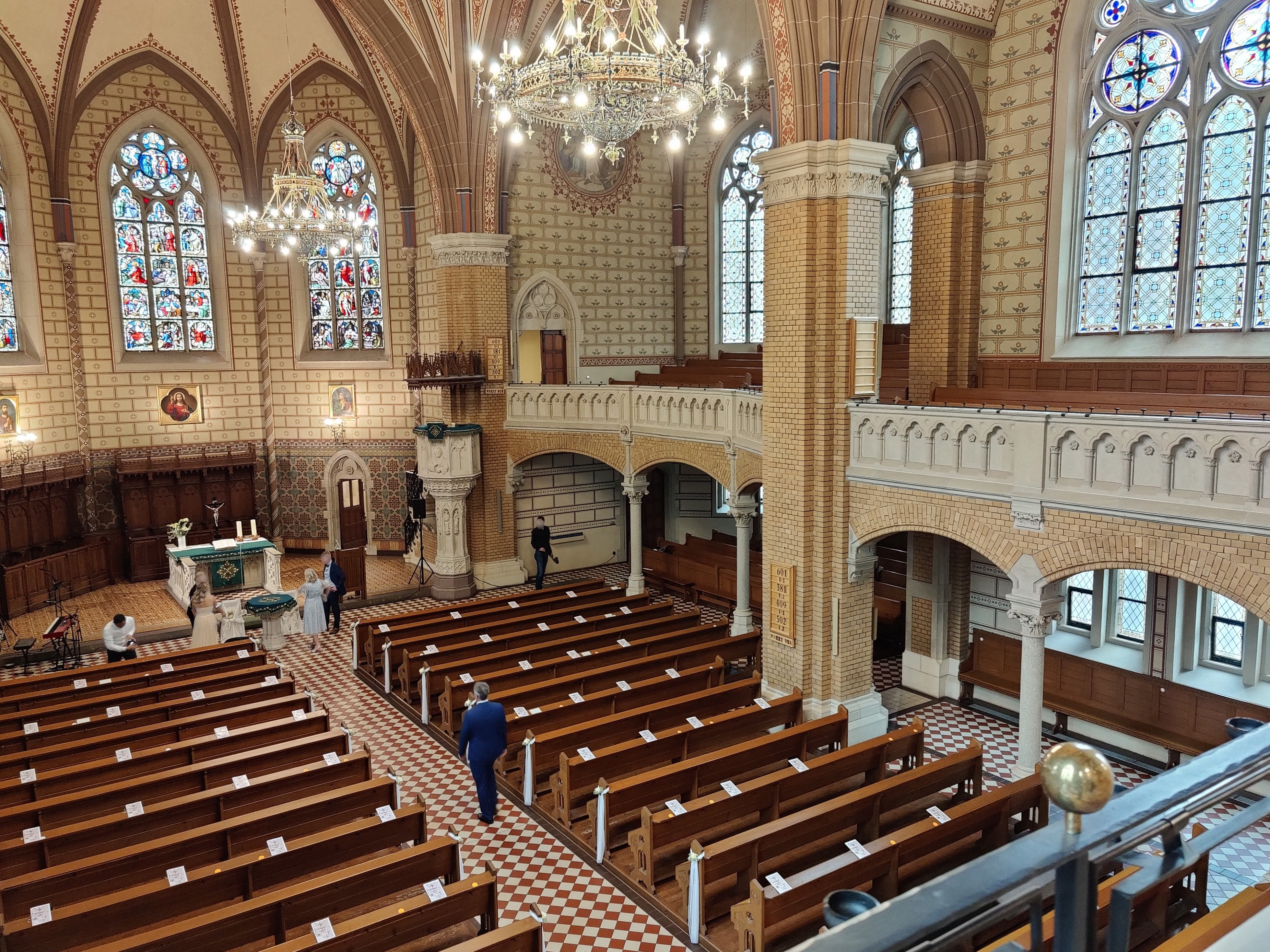
Innenraum (2021)

Die evangelische Pauluskirche (auch Brenztalkathedrale genannt) in Heidenheim an der Brenz ist ein denkmalgeschützter Sakralbau im Stil der Neogotik. Die Stadtkirche ist aus rotem Backstein gebaut und nach dem biblischen Apostel Paulus von Tarsus benannt. Die Pauluskirche ist die größte Kirche in Heidenheim und zugleich die evangelische Dekanats- und Hauptkirche.

## Beschreibung
Die Kirche mit kreuzförmigem Grundriss und skulptierten Hausteinteilen wurde in den Jahren 1895–1898 von Felix von Berner errichtet. Das Tympanon-Relief am Hauptportal wurde von Hermann Lang, die Statue des Apostels Paulus von Karl Federlin geschaffen. Die Kirche ist nicht geostet, sondern mit dem Brenztal und der Brenz von Nord nach Süd ausgerichtet, was in der Bauzeit zu Diskussionen führte.
Die Pauluskirche gehört zum Kirchenbezirk Heidenheim, ist im Besitz der Evangelischen Gesamtkirchengemeinde Heidenheim und wird regelmäßig für Gottesdienste und Konzerte genutzt.

## Kirchenmusik
Die Pauluskirche gilt als ein Ort mit reichem kirchenmusikalischen Leben. Als Kirchenmusikdirektoren und Bezirkskantoren wirkten dort unter anderen:
- Helmut Bornefeld 1937–1971
- Friedrich Fröschle 1972–1981
- Dörte Maria Packeiser 1982–2023
- Leonard Hölldampf seit 2023[2][3]

## Orgeln

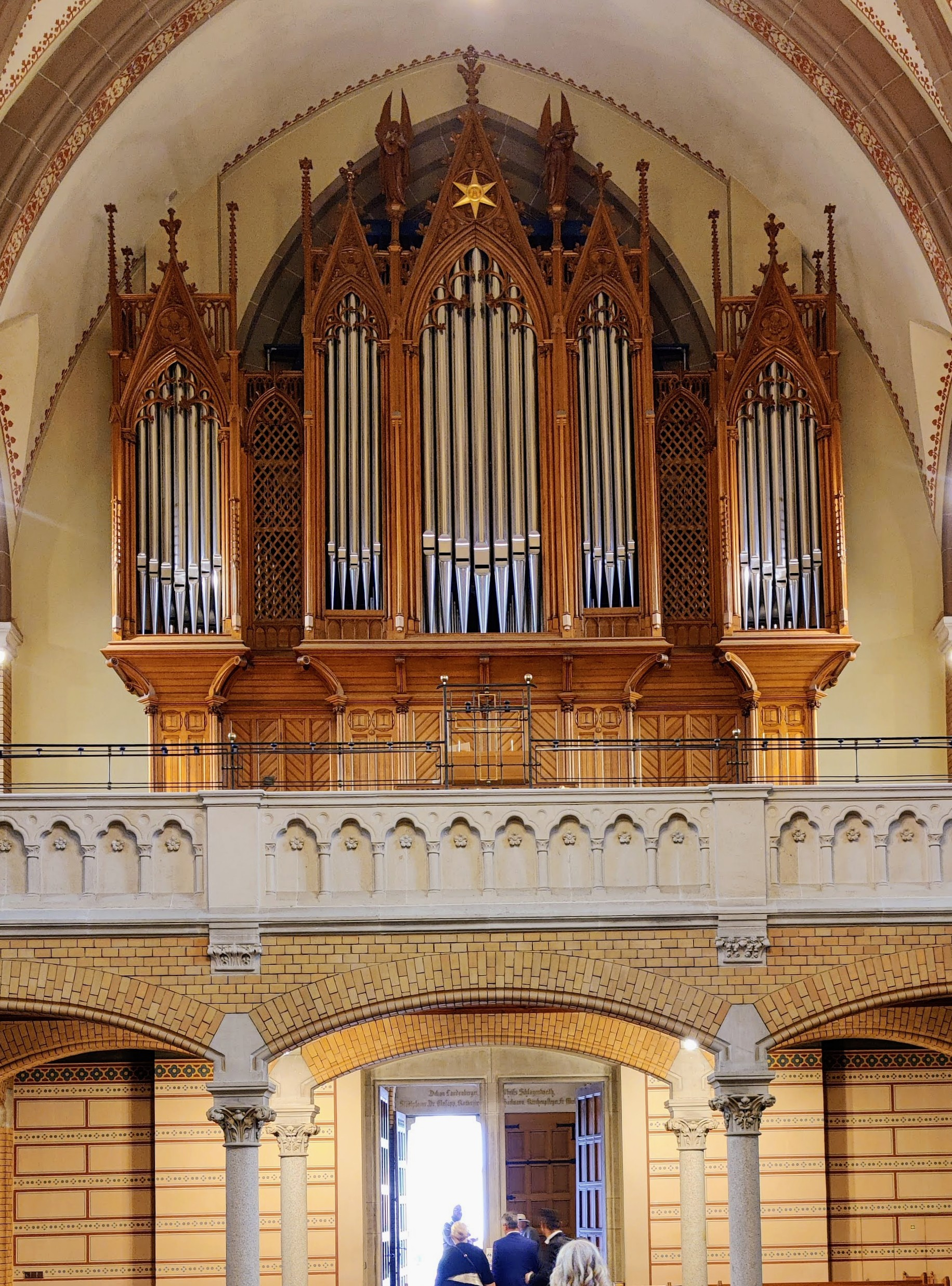
Rieger-Orgel

Die Pauluskirche besitzt seit 1995 im historischen Gehäuse von 1898 eine neue Orgel mit 40 Registern auf drei Manualen und Pedal von der Firma Rieger aus Schwarzach (Österreich). Für französisch-sinfonische Orgelmusik ist dieses Instrument prädestiniert.
| I Hauptwerk C–g3 |                  |       |
| 1.               | Bourdon          | 16′   |
| 2.               | Principal        | 8′    |
| 3.               | Bourdon          | 8′    |
| 4.               | Flûte harmonique | 8′    |
| 5.               | Octav            | 4′    |
| 6.               | Nachthorn        | 4′    |
| 7.               | Superoctave      | 2′    |
| 8.               | Cornet V         | 8′    |
| 9.               | Mixtur V         | 1 ⁄3′ |
| 10.              | Trompete         | 8′    |
| 11.              | Clairon          | 4′    |

| II Oberwerk C–g3 |             |        |
| 12.              | Holzgedackt | 8′     |
| 13.              | Salicional  | 8′     |
| 14.              | Rohrflöte   | 4′     |
| 15.              | Nasard      | 2 ⁄3′  |
| 16.              | Doublette   | 2′     |
| 17.              | Terz        | 1 3⁄5′ |
| 18.              | Larigot     | 1 ⁄3′  |
| 19.              | Scharff IV  | 1′     |
| 20.              | Cromorne    | 8′     |
|                  | Tremulant   |        |

| III Schwellwerk C–g3 |                  |       |
| 21.                  | Bourdon          | 16′   |
| 22.                  | Flûte            | 8′    |
| 23.                  | Gambe            | 8′    |
| 24.                  | Voix céleste     | 8′    |
| 25.                  | Principal        | 4′    |
| 26.                  | Flûte octaviante | 4′    |
| 27.                  | Octavin          | 2′    |
| 28.                  | Plein Jeu V-VI   | 2 ⁄3′ |
| 29.                  | Basson           | 16′   |
| 30.                  | Trompette harm.  | 8′    |
| 31.                  | Hautbois         | 8′    |
| 32.                  | Voix humaine     | 8′    |
|                      | Tremulant        |       |

| Pedal C–f1 |           |     |
| 33.        | Untersatz | 32′ |
| 34.        | Principal | 16′ |
| 35.        | Subbaß    | 16′ |
| 36.        | Octav     | 8′  |
| 37.        | Gemshorn  | 8′  |
| 38.        | Octav     | 4′  |
| 39.        | Bombarde  | 16′ |
| 40.        | Trompete  | 8′  |

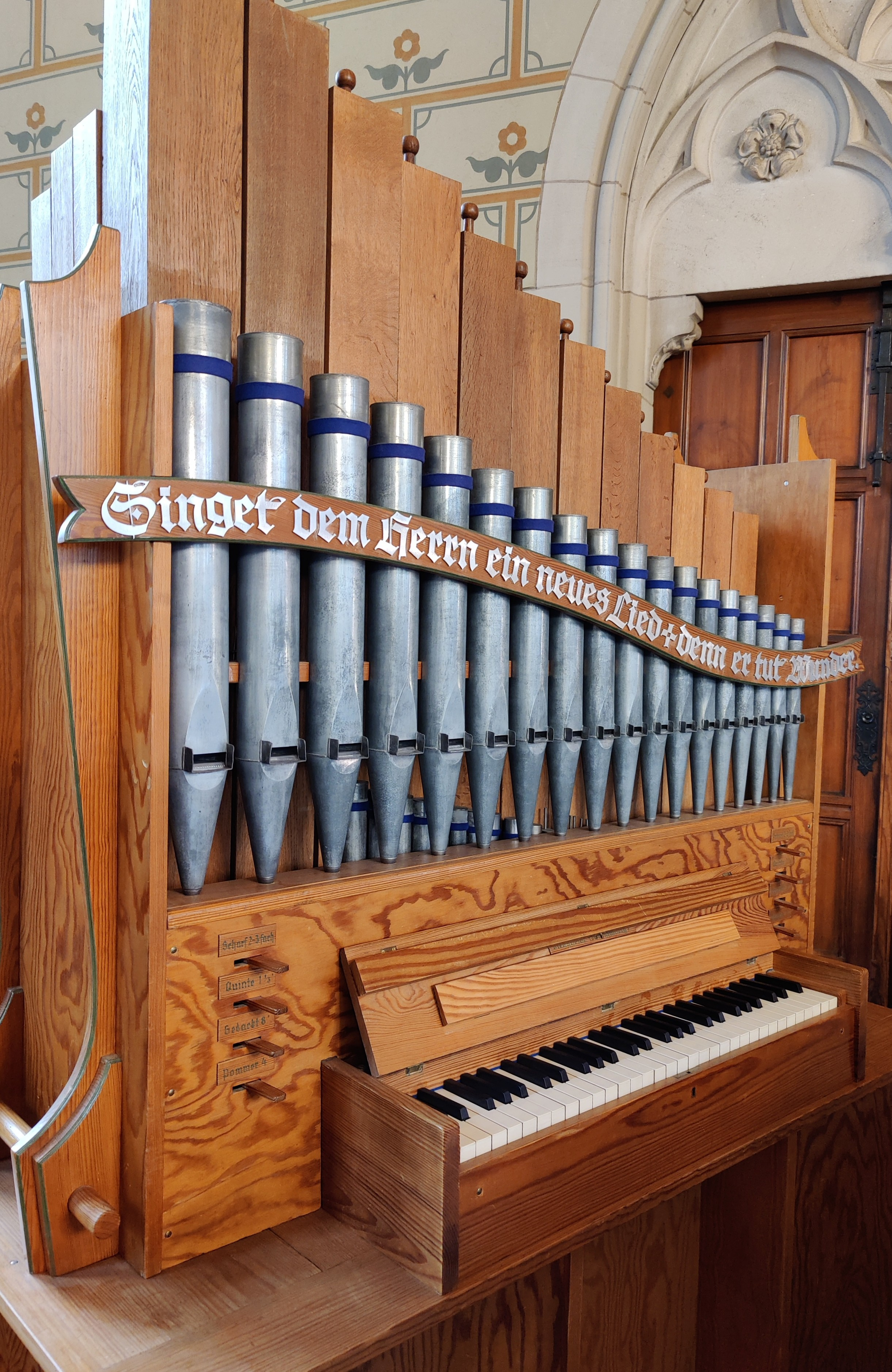
Steirer-Positiv

- Koppeln: II/I, III/I, III/II, I/P, II/P, III/P
- Spielhilfen: 12×16-fache Setzeranlage, programmierbare Registercrescendi

Außerdem wurde 2015 das 1938 erbaute 4-registrige Positiv der Orgelbaufirma Steirer, konzipiert von Helmut Bornefeld als sein erstes Werk, aus der geschlossenen Waldkirche hierher umgesetzt.

## Glocken
Das ursprüngliche Geläut der Pauluskirche bestand aus vier Glocken:
- Christusglocke: Durchmesser 160 cm, Gewicht 2209 kg, Schlagton: h0
- Paulusglocke: Durchmesser 126 cm, Gewicht 1046 kg, Schlagton: dis1
- Lutherglocke: Durchmesser 106 cm, Gewicht 638 kg, Schlagton: fis1
- Königsglocke: Durchmesser 89 cm, Gewicht 393 kg, Schlagton: a1

Alle diese Glocken wurden in beiden Weltkriegen des 20. Jahrhunderts heruntergenommen und für Rüstungszwecke eingeschmolzen (1917 und 1941).
Das Geläut besteht seit dem 10. Dezember 1949 wieder aus vier Glocken, die größer und damit tiefer sind als das ursprüngliche Geläut. Die vier Glocken sind nach den Evangelisten benannt:
- Johannesglocke (auch Dominica oder Sonntagsglocke): Durchmesser 176 cm, Gewicht 3355 kg, Schlagton: b0
- Matthäusglocke (auch Betglocke): Durchmesser 135 cm, Gewicht 1632 kg, Schlagton: d1
- Lukasglocke (auch Schiedglocke oder Totenglocke):  Durchmesser 112 cm, Gewicht 936 kg, Schlagton: e1
- Markusglocke (auch Taufglocke): Durchmesser 100 cm, Gewicht 669 kg, Schlagton: f1

Die Glocken der Pauluskirche sind auf das Geläut der Michaelskirche abgestimmt und werden nach der Läuteordnung an Vorabenden hoher Feiertage zusammen geläutet.

## Einspielungen (Auswahl)
- Max Reger (1873–1916): Orgelwerke – Fantasie über „Wie schön leucht' uns der Morgenstern“ op. 40, 1; Fantasie über „Wachet auf, ruft uns die Stimme“ op. 52, 2; Fantasie & Fuge op. 135b und andere Werke mit Dörte Maria Packeiser an der Orgel der Pauluskirche Heidenheim
- Festliche Barockmusik für Trompete und Orgel aus der Pauluskirche Heidenheim, Edition: „20 Jahre Silvesternachtskonzerte Heidenheim“, mit Dörte Maria Packeiser, Orgel und Hans-Jörg Packeiser, Trompete. (CD)